# Egnatia (Epiro)
Egnatia (in greco Εγνατία?) è un ex comune della Grecia nella periferia dell'Epiro (unità periferica di Giannina) con 2800 abitanti secondo i dati del censimento 2001.
È stato soppresso a seguito della riforma amministrativa, detta Programma Callicrate, in vigore dal gennaio 2011 ed è ora compreso nel comune di Metsovo.

## Località
Il comune è suddiviso nelle seguenti comunità (i nomi dei villaggi tra parentesi):
- Chrysovitsa (Chrysovitsa, Ampelia, Analipsi, Myloi, Xiriko, Siolades)
- Megali Gotista (Megali Gotista, Baltouma)
- Mega Peristeri (Mega Peristeri, Ampelakia, Karyofyto, Kastri, Kerasia, Milies)
- Mikra Gotista (Mikra Gotista, Agios Minas, Batza, Riza, Sioutsos)
- Mikro Peristeri (Mikro Peristeri, Giarakari, Neo Gerakari, Palaiochori, Prosilia, Rachoula, Tampouria)
- Sitsaina